# Matthew Tuck
Matthew Tuck (n. 20 ianuarie 1980) este un muzician galez. El este vocalistul principal și chitarist ritmic al formației galeze heavy metal Bullet for My Valentine. El, împreună cu 3 foști membri ai fostei sale trupe, au fondat, în 1998, trupa Jeff Killed John, dar, după ce basistul Nick Crandle a părăsit trupa în 2003, din motive financiare, trupa a fost redenumită în Bullet for My Valentine. El a fost vocalist și chitarist și în supergrupul AxeWound, care a fost format în 2012 și desființat în 2016. A avut o colaborare cu Max Cavalera (Soulfly, Cavalera Conspiracy, ex-Sepultura) și Apocalyptica pentru piesa "Repressed".

## Carieră

### Bullet for My Valentine
Matthew Tuck este vocalistul principal și ritm-chitarist al trupei galeze de metalcore, Bullet for My Valentine. Trupa, fondată în 1998, a fost inițial numită Jeff Killed John, dar, după ce bassistul Nick Crandle a părăsit trupa, l-au ales pe Jason James ca noul bassist și au redenumit trupa în Bullet for My Valentine. Au lnsat 6 albume studio și 4 EP-uri. Trupa a vândut peste un milion de albume în Statele Unite ale Americii și peste 3,000,000 albume în întreaga lume și sunt cel mai de succes act în Kerrang! Awards pentru "Cea mai bună trupă britanică", cu 3 victorii.

### AxeWound
Tuck este backing vocalist și chitarist în Grupul AxeWound. El cântă alături de Liam Cormier de la Cancer Bats, Mike Kingswood de la Glamour of the Kill Joe Copcutt de la ZOAX și Rise to Remain și Jason Bowld de la Pitchshifter.

## Probleme de sănătate
În noiembrie 2006, în timpul unui tur împreună cu As I Lay Dying și Protest The Hero, Matt suferea de laringită, problemă care a dus către anularea concertelor, până în începutul lunii ianuarie 2007, când putea cânta din nou după perioada de recuperare.
Pe 22 iunie 2007, a fost anunțat că are nevoie de o amigdalectomie. trupa a fost nevoită să anuleze toate spectacolele lor, inclusiv turneul lor ca suport pentru trupa Metallica. în Imposibilitatea de a vorbi, Tuck a scris că de îndată ce medicii îl vindecă, el va lucra la următorul album al trupei..

## Discografie

### Bullet for My Valentine
- Jeff Killed John (2003)
- "Bullet for My Valentine EP" (2004)
- Hand of Blood (2004)
- The Poison (2005)
- Hand of Blood – Live at Brixton EP (2006)
- "Rare Cuts EP" (2007)
- Scream Aim Fire (2008)
- Fever (2010)
- Temper Temper (2013)
- Venom (2015)
- Bullet For My Valentine (2021)

### AxeWound
- Vultures (2012)